# Van Tuyllpark (sportpark)
Het Van Tuyllpark is een groot sport- en recreatiepark in de Nederlandse gemeente Zoetermeer. Het sportpark is vernoemd naar de oud-burgemeester Hans van Tuyll van Serooskerken. In het van Tuyll Sportpark zijn veel sportverenigingen gevestigd. 

## Faciliteiten

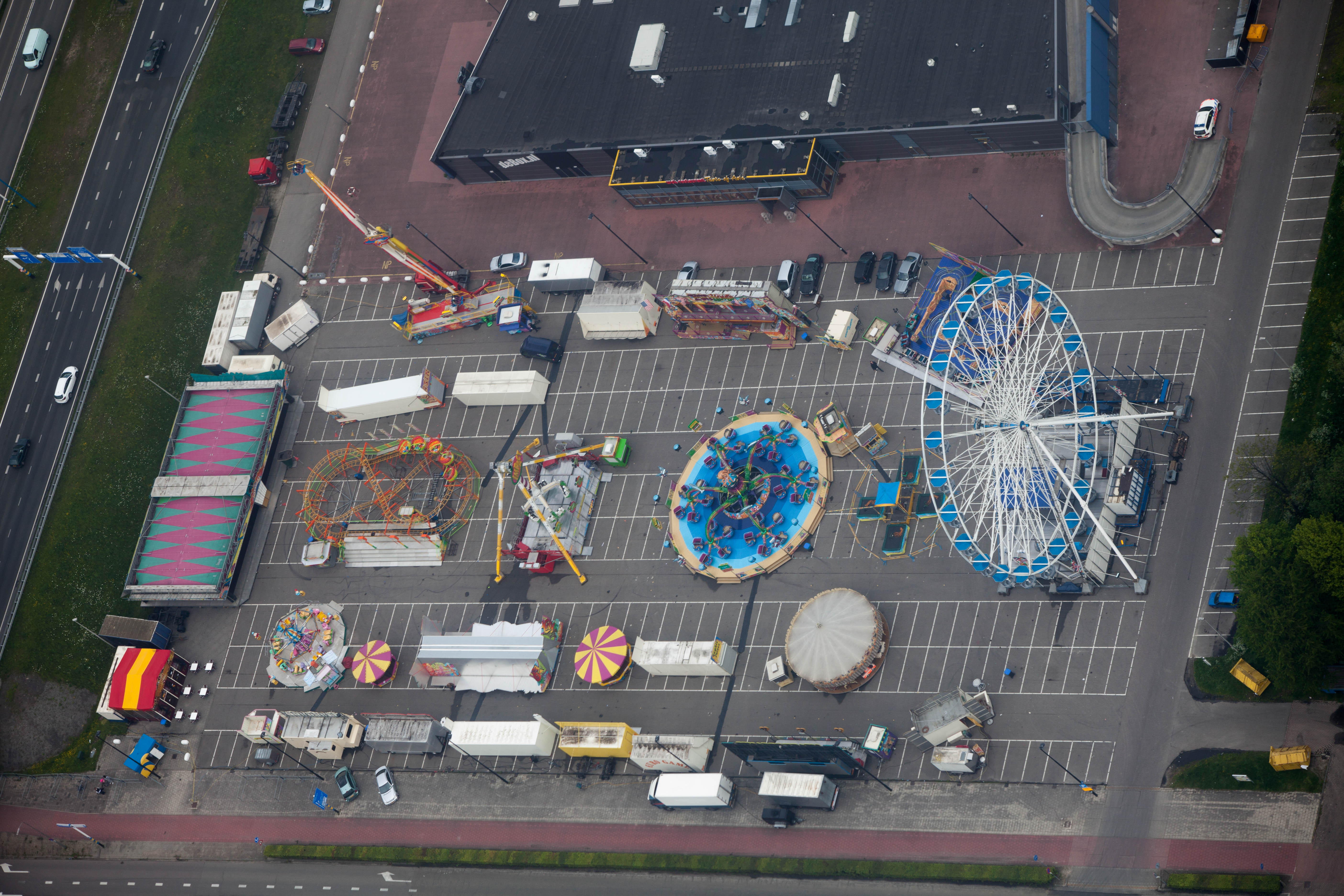
Kermis op het parkeerterrein bij de SilverDome

In het Van Tuyll Sportpark bevinden zich onder andere atletiekvereniging ARV Ilion, hockeyclub MHC Zoetermeer, tennisvereniging TV Seghwaert en honkbalclub ZBSV Birds Zoetermeer[dode link]. Ook de scouting John McCormick in clubhuis de Chute zijn hier gevestigd. In oktober 2006 kwam Dutch Water Dreams (DWD) gereed met een Olympische wildwaterbaan en het waveboardcentrum, deze is al weer vele jaren gesloten. De schaats- en evenementenhal SilverDome is aan de westzijde van het park te vinden met het parkeerterrein dat wordt gebruikt bij grote evenementen en de halfjaarlijkse kermis.

## Ligging
Het van Tuyll Sportpark ligt in het zuidoostelijk deel van het bestemmingsplan Kwadrant. In dit deel van het Kwadrant komen diverse grote vrijetijdsvoorzieningen. Op 19 mei 2019 is de halte van Tuyllpark aan het verlengde Oosterheemtracé geopend waardoor het sportpark beter te bereiken is.